# Aja Dobbo
Aja Dobbo er en serie børnebøger skrevet af Charlotte Reuter. Serien handler om katten Aja Dobbo som bliver født i en racekattefamilie. Aja Dobbo har desværre en sort plet over øjet, så han kan ikke vinde udstillinger ligesom sine søskende. Da han mere ligner en baggårdskat end en ægte burmeser bliver han solgt  til den onde fru Hahne. Udenfor lokker det frie liv og heldigvis lykkes det ham at flygte med hjælp fra baggårdskattene Fuzzy og Kalle.    
Den originale serie af 6 bøger er siden genudgivet i forkortede, børnevenlige udgaver illustreret i farver af Dorte Karrebæk.    
Forlaget Branner & Korch er sidenhen købt af Gyldendal.    
Bibliografi  

## Bøger
- Aja Dobbo: Katten der blev født som familiens sorte får, 1988
- Aja Dobbo & Aliman, 1988
- Aja Dobbo & Tempelkatten, 1989
- Aja Dobbo og hans familie, 1990
- Aja Dobbo i Vinterpaladset, 1991
- Aja Dobbo og den hvide bro, 1992
- Aja Dobbo, 1999
- Aja Dobbo og hans venner, 2000
- Aja Dobbo i asfaltjunglen, 2005

| Bog | Spire Denne artikel om bøger og tidsskrifter er en spire som bør udbygges. Du er velkommen til at hjælpe Wikipedia ved at udvide den. |